# Sauris isocraspeda
Sauris isocraspeda là một loài bướm đêm trong họ Geometridae.